# Martin Jiránek
Martin Jiránek (phát âm tiếng Séc: [ˈmarcɪn ˈjɪraːnɛk]; sinh ngày 25 tháng 5 năm 1979 tại Praha) là một cựu cầu thủ bóng đá chuyên nghiệp người Séc. Là một hậu vệ, Jiránek từng chơi ở giải vô địch quốc gia của nhiều nước.
Jiránek đã góp mặt tại nhiều giải đấu quốc tế trong màu áo tuyển Séc. Năm 2002, anh nằm trong thành phần tuyển U-21 Séc vô địch giải vô địch bóng đá U-21 châu Âu 2002 tại Thụy Sĩ. Sau đó anh còn cùng tuyển Séc đến dự giải vô địch bóng đá châu Âu 2004 và giải vô địch bóng đá thế giới 2006.

## Sự nghiệp

### Cấp câu lạc bộ

#### Đầu sự nghiệp
Jiránek khởi nghiệp bóng đá chuyên nghiệp vào năm 1997 tại câu lạc bộ Bohemians Prague với 55 trận thi đấu, rồi chuyển sang Slovan Liberec vào năm 1999. Anh có 32 trận ra sân và giúp Slovan vô địch Cúp bóng đá Séc ở mùa giải 1999/2000.

#### Reggina
Năm 2001, Jiranek chuyển tới câu lạc bộ Reggina ở giải Serie B. Trong thời gian tại Reggina, Jiranek có 100 trận ra sân, giúp Reggina giành quyền thăng hạng lên Serie A ở mùa giải 2001/02.

#### Spartak Moscow
Spartak Moscow ký hợp đồng với Jiránek vào năm 2004 với mức phí 4,7 triệu euro từ Reggina. Jiránek có trận ra mắt gặp FC Lokomotiv Moscow. Jiránek là nhân tố đá chính thường xuyên trong 6 năm. Jiránek còn là thủ quân của đội ở mùa 2009–2010.

#### Birmingham City
Ngày 31 tháng 8 năm 2010, anh chuyển đến câu lạc bộ Birmingham City của giải bóng đá Ngoại hạng Anh, anh ký bản hợp đồng dài một năm, sau khi từ chối lời để nghị từ nhiều câu lạc bộ khác. Jiránek có trận ra mắt trong đội hình xuất phát ở vòng 3 của Cúp Liên đoàn Anh gặp MK Dons, và có cơ hội tốt để ghi bàn giúp Birmingham thắng 3–1. Anh có lần đá chính thứ hai sau khi nhiều thành viên của đội một được nghỉ ở vòng 3 của Cúp FA gặp Millwall, Birmingham giành chiến thắng chung cuộc 4–1. Sau khi Scott Dann dính chấn thương ở trận bán kết lượt đi của Cúp liên đoàn gặp West Ham United, Jiránek được đá chính thường xuyên và có mặt trong đội hình 11 người giúp Birmingham đánh bại Arsenal 2–1 tại chung kết Cúp Liên đoàn Anh tại sân vận động Wembley. Một chấn thương ngón chân làm anh phải lên bàn mổ phẫu thuật và nghỉ phần còn lại của mùa giải, và sau khi Birmingham bị rớt hạng khỏi giải Ngoại hạng Anh, anh đã từ chối gắn bó với câu lạc bộ thêm một mùa nữa.

## Thống kê sự nghiệp

### Câu lạc bộ
Tính đến trận đấu ngày 30 tháng 6 năm 2018
| Câu lạc bộ         | Mùa                | Giải                    | Giải    | Giải      | Cúp quốc gia | Cúp quốc gia | Cúp liên đoàn | Cúp liên đoàn | Liên lục địa | Liên lục địa | Khác    | Khác      | Tổng cộng | Tổng cộng |
| Câu lạc bộ         | Mùa                | Hạng đấu                | Số trận | Bàn thắng | Số trận      | Bàn thắng    | Số trận       | Bàn thắng     | Số trận      | Bàn thắng    | Số trận | Bàn thắng | Số trận   | Bàn thắng |
| ------------------ | ------------------ | ----------------------- | ------- | --------- | ------------ | ------------ | ------------- | ------------- | ------------ | ------------ | ------- | --------- | --------- | --------- |
| Spartak Moscow     | 2004               | Russian Premier League  | 12      | 0         |              |              | -             | -             | -            | -            | -       | -         | 12        | 0         |
| Spartak Moscow     | 2005               | Russian Premier League  | 22      | 0         |              |              | -             | -             | -            | -            | -       | -         | 22        | 0         |
| Spartak Moscow     | 2006               | Russian Premier League  | 26      | 2         | 4            | 0            | -             | -             | 10           | 0            | -       | -         | 30        | 2         |
| Spartak Moscow     | 2007               | Russian Premier League  | 11      | 0         | 3            | 0            | -             | -             | -            | -            | 1       | 0         | 15        | 0         |
| Spartak Moscow     | 2008               | Russian Premier League  | 26      | 0         | 0            | 0            | -             | -             | 7            | 0            | -       | -         | 26        | 0         |
| Spartak Moscow     | 2009               | Russian Premier League  | 29      | 1         | 2            | 0            | -             | -             | -            | -            | -       | -         | 31        | 1         |
| Spartak Moscow     | 2010               | Russian Premier League  | 10      | 1         | 0            | 0            | -             | -             | -            | -            | -       | -         | 10        | 1         |
| Spartak Moscow     | Tổng cộng          | Tổng cộng               | 136     | 4         | 9            | 0            | -             | -             | 17           | 0            | 1       | 0         | 163       | 4         |
| Birmingham City    | 2010–11            | Premier League          | 10      | 0         | 3            | 0            | 3             | 0             | –            | –            | –       | –         | 16        | 0         |
| Terek Grozny       | 2011–12            | Russian Premier League  | 22      | 0         | 2            | 0            | -             | -             | -            | -            | -       | -         | 24        | 0         |
| Terek Grozny       | 2012–13            | Russian Premier League  | 25      | 1         | 2            | 0            | -             | -             | -            | -            | -       | -         | 27        | 1         |
| Terek Grozny       | 2013–14            | Russian Premier League  | 0       | 0         | 0            | 0            | -             | -             | -            | -            | -       | -         | 0         | 0         |
| Terek Grozny       | Tổng cộng          | Tổng cộng               | 45      | 1         | 4            | 0            | -             | -             | -            | -            | -       | -         | 49        | 1         |
| Tom Tomsk          | 2013–14            | Russian Premier League  | 20      | 0         | 0            | 0            | -             | -             | -            | -            | 2       | 0         | 22        | 0         |
| Tom Tomsk          | 2014–15            | Russian National League | 21      | 0         | 0            | 0            | -             | -             | -            | -            | -       | -         | 21        | 0         |
| Tom Tomsk          | 2015–16            | Russian National League | 31      | 0         | 0            | 0            | -             | -             | -            | -            | -       | -         | 31        | 0         |
| Tom Tomsk          | Tổng cộng          | Tổng cộng               | 72      | 0         | 0            | 0            | -             | -             | -            | -            | 2       | 0         | 74        | 0         |
| Příbram            | 2016–17            | Czech First League      | 21      | 1         | 0            | 0            | –             | –             | –            | –            | –       | –         | 21        | 1         |
| Dukla Prague       | 2017–18            | Czech First League      | 27      | 0         | 0            | 0            | –             | –             | –            | –            | –       | –         | 27        | 0         |
| Tổng kết sự nghiệp | Tổng kết sự nghiệp | Tổng kết sự nghiệp      | 311     | 6         | 16           | 0            | 3             | 0             | 17           | 0            | 3       | 0         | 350       | 6         |

### Cấp đội tuyển
| Cộng hòa Séc | Cộng hòa Séc | Cộng hòa Séc |
| Năm          | Số trận      | Bàn thắng    |
| ------------ | ------------ | ------------ |
| 2002         | 3            | 0            |
| 2003         | 3            | 0            |
| 2004         | 10           | 0            |
| 2005         | 4            | 0            |
| 2006         | 8            | 0            |
| 2007         | 3            | 0            |
| Tổng cộng    | 31           | 0            |

Số liệu thống kê tính đến trận đấu ngày 28 tháng 3 năm 2007

## Danh hiệu
Slovan Liberec
- Cúp bóng đá Séc: 1999–2000

Birmingham City
- Cúp Liên đoàn Anh: 2010–11